# 鸥锥棘吸虫
鸥锥棘吸虫（学名：Petasiger laricola）为棘口科锥棘属的动物。在中国大陆，分布于天津市等地，营寄生生活，宿主红嘴鸥，寄生于小肠。该物种的模式产地在天津市。